# Moulay Brahim
Moulay Brahim  (in arabo مولاي ابراهيم‎?) è un centro abitato e comune rurale del Marocco situato nella provincia di Al Haouz, regione di Marrakech-Safi. Conta una popolazione di 11 813 abitanti (censimento 2014).